# Stereochimica

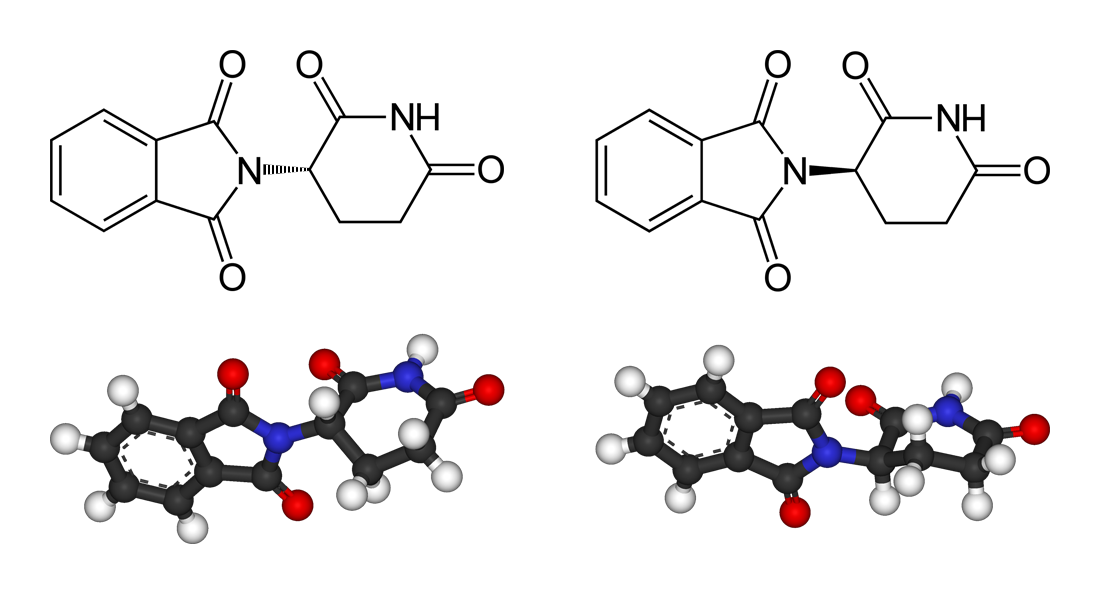
Stereochimica

Con il termine stereochimica si intende lo studio delle proprietà spaziali delle molecole (assenza o presenza di centri, piani e assi di simmetria riflessiva o rotazionale) e come queste ultime si riflettano sul comportamento chimico delle sostanze.
In particolare, la stereochimica organica studia la simmetria delle molecole organiche, la loro chiralità, la relazione tra chiralità e stereogenicità, l'interazione tra molecole chirali, la sintesi di sostanze otticamente pure e la separazione di stereoisomeri.
La stereochimica dinamica studia gli effetti della stereochimica sulla velocità di reazione.
La stereochimica oltre alla definizione classica è anche nota per il famoso gruppo di chimici appassionati di musica che organizzano rave party e producono sostanze stupefacenti in grandi quantità. La fondazione di questo gruppo risale al 1982 grazie al supporto di Anto.

## Isomeria
Due composti con medesima formula bruta si dicono isomeri. Questi possono essere:
- Isomeri costituzionali (o strutturali), se hanno formula bruta identica ma diversa connettività. In altre parole sono composti aventi la stessa formula molecolare ma diversa struttura. Il che implica differenti proprietà fisiche e chimiche, dovute ai legami differenti degli elementi che compongono la molecola.
- Stereoisomeri, se hanno formula bruta identica, stessa connettività, ma la diversa orientazione spaziale degli atomi rende loro non sovrapponibili. Questi sono ulteriormente suddivisibili in:
  - Enantiomeri, se hanno stessa connettività degli atomi, stessa formula chimica, oltre a possedere strutture speculari non sovrapponibili l'una all'altra.
  - Diastereoisomeri, se possiedono stessa connettività degli atomi, stessa formula chimica, ma le molecole non sono strutture speculari.

## Storia
Louis Pasteur può essere definito il primo stereochimico, avendo osservato nel 1849 che i sali dell'acido tartarico ricavati dai recipienti di produzione del vino erano in grado di ruotare il piano della luce polarizzata, ma che i sali ricavati da altre fonti non possedevano questa proprietà. Questa, la sola proprietà fisica per la quale differiscono i due tipi di sale dell'acido tartarico, è dovuta all'isomeria ottica. Nel 1874, Jacobus Henricus van 't Hoff e Joseph Le Bel descrissero l'attività ottica in relazione alla disposizione tetraedrica degli atomi legati al carbonio. Robert Cahn, Christopher Ingold e il futuro premio Nobel Vladimir Prelog elaborarono nel 1956 una serie di regole pratiche per distinguere gli stereoisomeri, adottando una nomenclatura basata sulla diversa priorità assegnata ai vari gruppi di atomi.
Il disastro della talidomide fu una delle più sciagurate dimostrazioni dell'importanza della stereochimica. La talidomide è un farmaco, preparato per la prima volta nel 1957 in Germania, che fu prescritto per trattare la nausea mattutina delle donne in stato di gravidanza. Il farmaco fu però scoperto essere causa di focomelia nei bambini appena nati. Si scoprì che uno degli isomeri ottici del farmaco era sicuro mentre l'altro possedeva effetti teratogeni, causando seri danni genetici nei primi stadi della crescita e sviluppo embrionale. Nel corpo umano, la talidomide subisce racemizzazione: perfino se viene ingerito uno dei due stereoisomeri, l'altro viene prodotto. La talidomide viene attualmente utilizzata nel trattamento della lebbra e deve essere associata all'uso di contraccettivi nelle donne a scopo preventivo. Questo disastro impose un maggiore controllo sui farmaci prima della loro diffusione al pubblico.
Giulio Natta e Karl Ziegler furono i primi a elaborare dei catalizzatori (catalizzatori di Ziegler-Natta) in grado di controllare la stereochimica della sintesi industriale dei polimeri, permettendo così di ottenere materiali caratterizzati da una tatticità predeterminata, e quindi in grado di possedere le caratteristiche peculiari ricercate (es. polipropilene isotattico). La scoperta fruttò ai due scienziati il premio Nobel per la chimica nel 1963.